# ランボルギーニ・5-95ザガート
ランボルギーニ・5-95ザガートは、イタリアのカロッツェリア、ザガートによって製作されたスポーツカーである。

## 概要

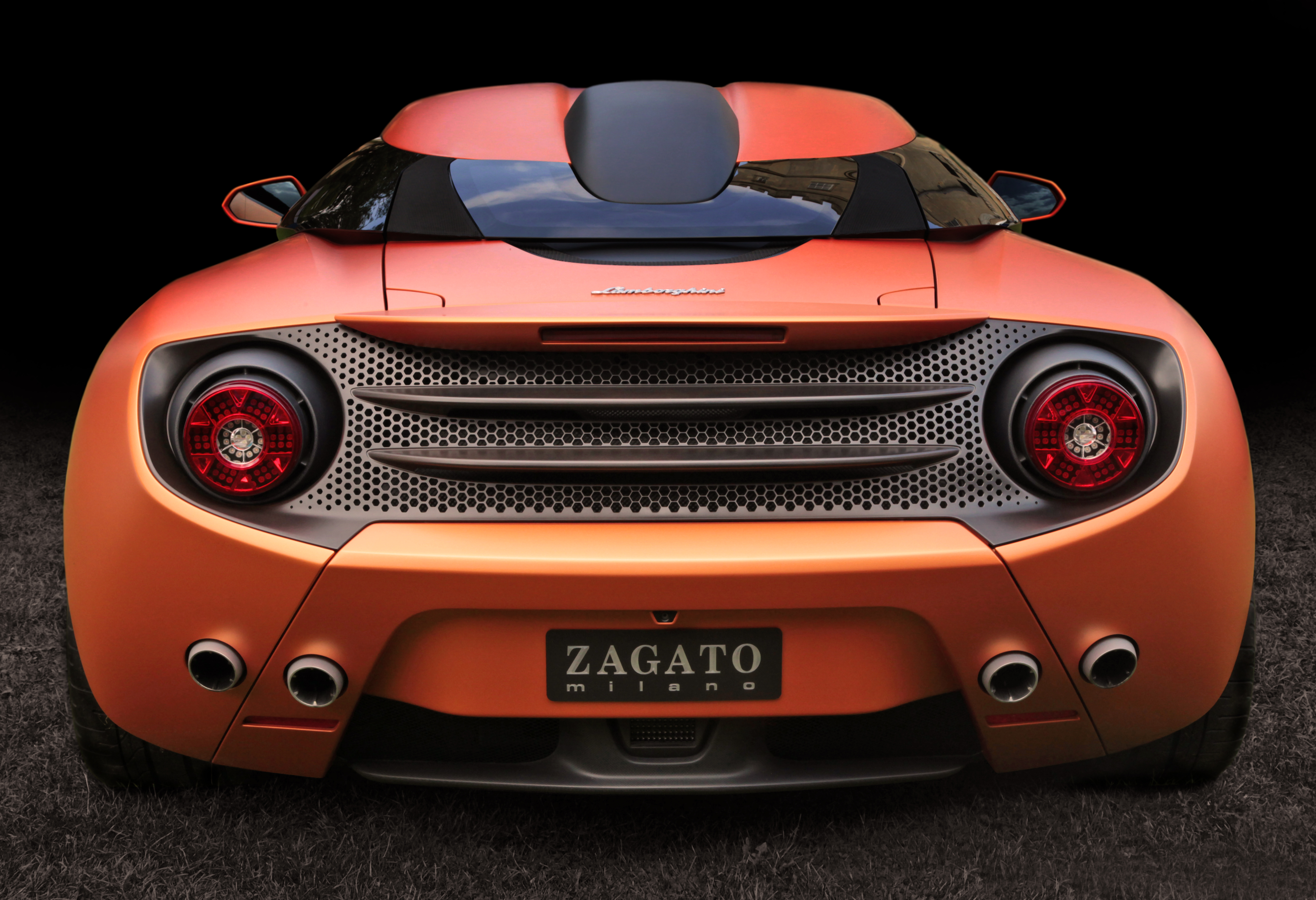
ランボルギーニ・5-95ザガート

ザガート（SZデザイン）の創立95周年を記念して、ランボルギーニ・ガヤルドLP570-4をベースとし、1台が製作され、2014年にイタリアで行われたコンコルソ・デレガンツァ・ヴィラ・デステで発表された。
コレクターとして有名なアルバート・スピースによりオーダーされたモデルで、ステファン・シュワルツがスタイリングを担当。ラプター・ザガートからインスピレーションを受けた。ボディはカーボンファイバーによって製作されており、ルーフ上部にはエアインテークが取り付けられ、後部にはアクティブスポイラーが備わる。
2018年、5-95ザガートをオープンカーとしたモデルが新たに製作された。
2019年に京都で開催されたクラシックカーのイベントであるコンコルソデレガンツァ京都2019には、イベントプロデューサーである木村英智氏の愛車である100thを記念して制作された「5-95ザガートバルボー二エディションザガート」が展示された。